# Leipziger Hypothekenbank

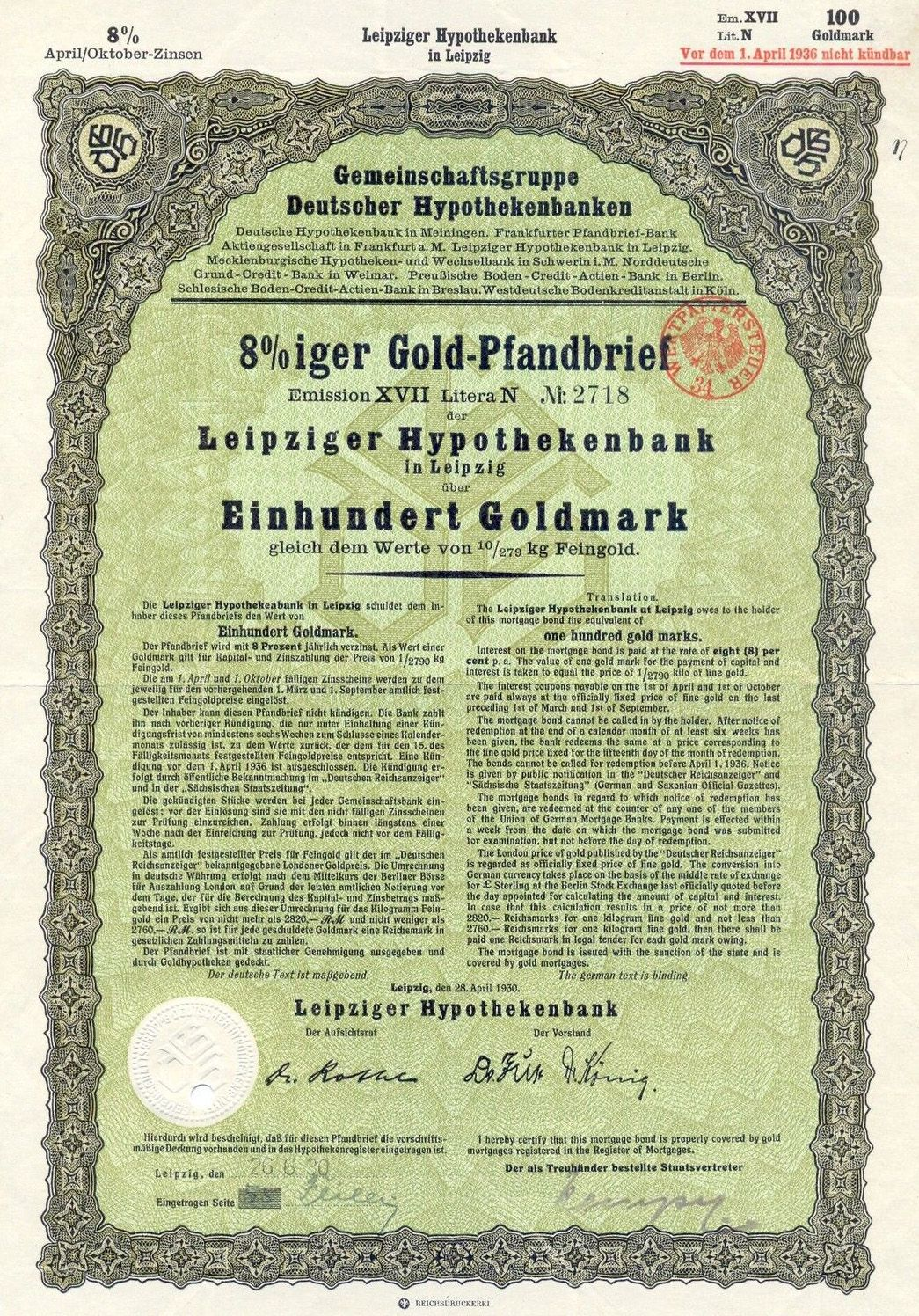
Pfandbrief der Leipziger Hypothekenbank

Die Leipziger Hypothekenbank war ein Kreditinstitut, das Darlehen gegen hypothekarische Verpfändung von Grundstücken und Gebäuden gewährte und zu deren Finanzierung Hypotheken-Pfandbriefe ausgab.

## Geschichte
Vorgänger der Leipziger Hypothekenbank war die Ritterschaftliche Hypothekenbank des Leipziger Kreises. Diese war ein 1842 als Verein gegründetes Unternehmen, dem nur Rittergutsbesitzer beitreten konnten und auch nur dann, wenn sie über einen Grundbesitz verfügten, der die Aufnahme eines Darlehens von 1000 Talern ermöglichen würde. Der Verein gewährte gegen Beleihung des Bodens Darlehen gegen Zinsen und weitere Gebühren.
Mit der Gründung der Aktiengesellschaft Leipziger Hypothekenbank 1863 wurden die Bedingungen für die Aufnahme eines Kredits auf Grundbesitz gelockert. Jedweder Grundbesitz in Sachsen und auch darüber hinaus konnte verpfändet werden. Sitz der Bank war Leipzig. Zu ihren Gründern gehörte der Philosophiedozent Oswald Marbach. Von 1896 bis 1901 war ihr Direktor der spätere Leipziger Oberbürgermeister Karl Rothe, welcher zu späterer Zeit noch im Aufsichtsrat der Bank tätig war. (Unterschrift im abgebildeten Gold-Pfandbrief)
Durch die 1930 erfolgte Fusion mit der Sächsischen Bodencreditanstalt gab die Leipziger Hypothekenbank ihre Selbständigkeit auf und wurde bis 1945 als Niederlassung weitergeführt.